# Poliaenus volitans
Poliaenus volitans är en skalbaggsart som först beskrevs av Leconte 1873.  Poliaenus volitans ingår i släktet Poliaenus och familjen långhorningar.
Artens utbredningsområde är:
- Costa Rica.
- El Salvador.
- Guatemala.

Inga underarter finns listade i Catalogue of Life.